# Osmia tingitana
Osmia tingitana är en biart som beskrevs av Raymond Benoist 1969. Osmia tingitana ingår i släktet murarbin, och familjen buksamlarbin.

## Underarter
Arten delas in i följande underarter:
- O. t. secunda
- O. t. tingitana